# Gwijde IV van Forez
Gwijde IV van Forez (overleden te Castellaneta op 29 oktober 1241) was van 1204 tot aan zijn dood graaf van Forez en van 1226 tot aan zijn dood graaf iure uxoris van Nevers, Tonnerre en Auxerre. Hij behoorde tot het huis Albon.

## Levensloop
Gwijde IV was de zoon van graaf Gwijde III van Forez en diens echtgenote Alix van Sully. In 1204 volgde hij zijn vader op als graaf van Forez. Zolang hij minderjarig was, werd hij onder het regentschap geplaatst van zijn oom Reinoud II, die aartsbisschop van Lyon was. 
Op verzoek van koning Filips II van Frankrijk werd Gwijde IV in 1205 uitgehuwelijkt aan Filippa (overleden in 1223), dochter van heerGwijde II van Dampierre en vrouwe Mathilde I van Bourbon. Zijn zus Alix werd tegelijkertijd uitgehuwelijkt aan Filippa's broer, de latere heer Archimbald VIII van Bourbon. Zijn tweede echtgenote werd Ermesinde (overleden in 1225), dochter van graaf Gwijde II van Auvergne. In 1226 huwde hij met zijn derde echtgenote Mathilde van Courtenay (1188-1257), die in eigen recht gravin van Nevers, Tonnerre en Auxerre was.
In 1239 nam hij deel aan de zogenaamde Baronnenkruistocht naar Palestina, onder leiding van koning Theobald I van Navarra. Toen Theobald in september 1240 terugkeerde naar Frankrijk, bleef Gwijde in Palestina, waar hij zich aan de zijde van de Tempeliers en de plaatselijke baronnen schaarde. In 1241 besloot hij terug te keren naar Frankrijk, maar hij stierf tijdens zijn terugreis in Apulië. Hij werd bijgezet in door hem in 1223 gebouwde kathedraal van Montbrison.

## Nakomelingen
Gwijde IV en zijn eerste echtgenote Filippa kregen volgende kinderen:
- Gwijde V (overleden in 1259), graaf van Forez
- Reinoud (overleden in 1270), graaf van Forez